# ديفيد بتراركا
ديفيد بتراركا (بالإنجليزية: David Petrarca)‏ (ولد في 10 نوفمبر 1965) هو مخرج أفلام وتلفزيوني ومنتج مسرح أمريكي.
كان مُخرجًا لمسرح غودمان في شيكاغو منذ 1988 إلى 2005. أعماله الأخيرة كمخرج تتضمن: إمبراطورية الممر، وصراع العروش، Big Love، Hung، ودم حقيقي الخاصة بشبكة إتش بي أو، وأيضًا ماركو بولو، جيسيكا جونز وعدد آخر من المشاريع الخاصة بنيتفليكس.

## من أعماله

### بصفته مخرج أفلام
- Save the Last Dance 2 (2006)

### بصفته منتجًا منفذًا في التلفزيون
- Those Who Kill (2014)
- دروب ديد ديفا (2009)
- ايلي ستون (2008–2009)
- Everwood (2004–2005)

### بصفته مخرجًا تلفزيونيًّا
| - ذا إلينست 2018 (حلقة واحدة) - Big Love (8 حلقات) - إمبراطورية الممر (حلقة واحدة) - الاخوة والاخوات (حلقة واحدة) - Cupid (حلقة واحدة) - Dawson's Creek (7 حلقات) - Dirty Sexy Money (حلقة واحدة) - دروب ديد ديفا (3 حلقات) - طبعة مبكرة (عدد غير معروف) - ايلي ستون (7 حلقات) - Everwood (12 حلقة) - Felicity (حلقة واحدة) - Full Circle ‏ (حلقتان) - صراع العروش (حلقتان) - بنات غيلمور (حلقة واحدة) - Glory Days ‏ - Gracepoint (حلقتان) - Happy! (حلقة واحدة) - هيملوك غروف (مسلسل) (حلقة واحدة) - Hung (حلقتان) - Jack & Bobby (4 حلقات) - Jack & Jill ‏ (4 حلقات) - جيسيكا جونز (حلقتان) - Joan of Arcadia (حلقة واحدة) | - Knightfall (حلقتان) - Life on Mars ‏ (حلقة واحدة) - Magic City ‏ (حلقتان) - الرجل في القلعة العالية (حلقة واحدة) - ماركو بولو (4 حلقات) - ناشفيل (حلقة واحدة) - No Ordinary Family (حلقة واحدة) - Nothing Sacred ‏ (حلقة واحدة) - Pan Am ‏ (حلقة واحدة) - Pasadena (حلقة واحدة) - Political Animals ‏ (حلقتان) - Popular (حلقة واحدة) - Powers (حلقتان) - Six Degrees (حلقتان) - State of Mind ‏ (حلقة واحدة) - Studio 60 on the Sunset Strip (حلقة واحدة) - Summerland (حلقة واحدة) - To Have & to Hold ‏ (حلقة واحدة) - Those Who Kill (3 حلقات) - دم حقيقي (3 حلقات) - الطاغية (حلقتان) - محارب (حلقتان) - وايوارد باينز (حلقة واحدة) |

## وصلات خارجية
- ديفيد بتراركا على موقع IMDb (الإنجليزية)
- ديفيد بتراركا على موقع ألو سيني (الفرنسية)
- ديفيد بتراركا على موقع قاعدة بيانات برودواي على الإنترنت (الإنجليزية)
- ديفيد بتراركا على موقع قاعدة بيانات الأفلام السويدية (السويدية)
- ديفيد بتراركا على موقع قاعدة بيانات الفيلم (الإنجليزية)
- ديفيد بتراركا على موقع كينوبويسك (الروسية)